# محمد ظاهر (لاعب كريكت)
محمد ظاهر (20 يناير 1997 - ) هو لاعب كريكت أفغاني.

## وصلات خارجية
- محمد ظاهر على موقع إي آس بي آن كريك إنفو (الإنجليزية)